# Joan Langdon

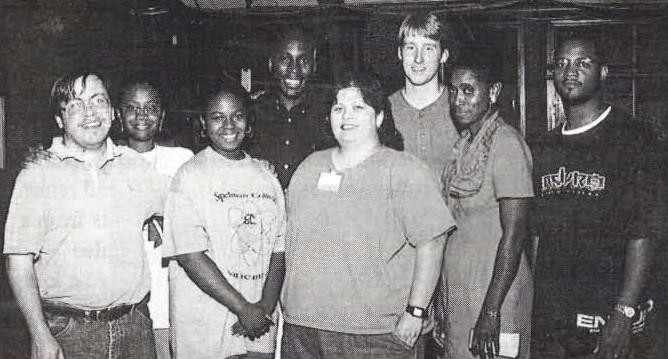
Joan Langdon (2.v.r.), Direktorin des SIECA-Programms 1998 mit Absolventen

Joan Langdon (* 1. August 1951 in Marion (South Carolina)) ist eine US-amerikanische Mathematikerin und Hochschullehrerin. Sie ist seit 1989 Professorin für Computer Science an der Bowie State University mit den Schwerpunkten Betriebssysteme, Netzwerke und Software Engineering.

## Leben und Werk
Sterling Langdon studierte an der Hampton University mit einem Bachelor-Abschluss 1973 und schloss 1975 ihr Studium am College of William & Mary  mit einem Master of Arts ab. 1977 wurde sie Ausbilderin am Rappahannock Community College und anschließend bis 1985 war sie Dozentin an der Hampton University, wo sie auch die erste Direktorin des Mathematics / Science Laboratory war. 1985 schloss sie ein weiteres Studium an der Old Dominion University mit einem Master of Science ab. 1989 promovierte sie bei Mary W. Gray an der American University. Nach ihrer Promotion wurde sie 1989 als Associate Professor an der Bowie State University. Während ihrer Amtszeit an der Bowie State University war sie in verschiedenen Verwaltungspositionen tätig, unter anderem als Direktorin des Summer Institute in Engineering and Computer Applications (SIECA); Koordinatorin des Informatikprogramms im Fachbereich Naturwissenschaften, Mathematik und Informatik. 1994 initiierte sie das Senior Year Progression and Transition Program (SYPAT) und war Koordinatorin des Programms. Sie war Gründungsdekanin des College of Arts and Sciences und wurde 2006 zur Direktorin des Titel-III-Programms und zur Direktorin des Amtes für Forschung und Förderprogramme ernannt.
Langdon war auch Vorsitzende und / oder Mitglied zahlreicher Komitees an der Bowie State University und im University System of Maryland. Sie wurde als Prüferin für das Maryland State Department of Education, die National Science Foundation und die Association of Computing Machinery (ACM) ernannt. 1996 wurde sie in das ACM National Program Committee für SIGCSE berufen und ist Beraterin der Ehrengesellschaft Alpha Kappa Mu. Sie hat Konferenzberichte und technische Berichte veröffentlicht und Softwareprogramme entwickelt. Sie ist mit Larry L. Langdon verheiratet, mit dem sie vier Töchter hat.

## Mitgliedschaften
- 1999: ROTC Army Achievement Medal
- 2003: Distinguished Faculty Award, Bowie State University
- 2007: NASA Administration Diversity Enhancement Award
- 2012: Distinguished Services Award, Bowie State University